# 小田原おでん
小田原おでん（おだわらおでん）は、神奈川県小田原市内の料理店で供されるおでん料理の一種。小田原の町おこしの一環として誕生した。

## 誕生の経緯
もともと小田原市は蒲鉾を名産品の一つとしていたが、食文化の多様化等で消費量が減少傾向にあった。そこで市内の水産加工業者が、この蒲鉾と同じく白身魚の練り物等を使い、地元産の食材を生かしたおでん料理を発案。これを小田原の新名物として売り出すことにより町おこしを行うこととなった。
早速、業者を中心に「小田原おでん会」を発足させ、2003年10月25日に「小田原おでん宣言」を発表して企画をスタートさせた。地場産業が連携しておでん種を造ること、料理店がそれを活かしておでん料理を作ること、お客様から気軽に提案して頂ける環境を創ることを宣言に盛り込み、生産者、料理店、客が一体となった町おこしを行うとしている。
小田原には特長あるおでん材料がなかったため、全く新しい発想で、都会的でおしゃれな、ユニークなおでんを作り、それを市内の料理店が競って提供することにより、特に若い人の集客を図るということを企画意図としている。あわせて、この企画を通じての小田原の地元食材を提供する多様な業種業態の地場産業のコラボレーションも意図している。

## 特徴
- 小田原の蒲鉾店13社（小田原蒲鉾）が各一品ずつおでん種を作り提供している。具体的には、「いわし団子」「ごぼうさつま」「野菜天」「小田原すじ」「たこ天」「地あじ雑魚ちくわ」「とと揚げ」「うずら卵浜のお月見」「えび天」「ゆず入りソフト鶏つみれ」「つみれ」「白はんぺん」「鯵といわしのふんわりだんご」である。その他にも小田原産の様々なおでん種がある。
- 小田原おでんには辛子ではなく、小田原の名産品の一つである梅を活かした「梅みそ」をつけて食べるとしている。
- 「かながわの名産100選」の一つに選ばれている。

## イベント
- 小田原おでんサミット - おでんで町おこしに取り組む地域を招待し、屋台での販売やフォーラム等を行う。第1回は2004年3月に小田原城址公園を会場に開かれ、「静岡おでん」「焼津おでん」「青森おでん」が招待された。以来、毎年1回開催され、参加地域も増えている。
- 小田原おでんまつり - 小田原おでんの屋台での販売等。10月に小田原城址公園で開催。
- 小田原おでん種コンテスト - おでん種のレシピを公募し、おでんサミットの際に最終審査が行なわれる。優勝作品は、秋のおでんまつりの際に、小田原おでんの新作として一般客にお披露目される[1]。過去に、しらす団子、小田原ちょうちん蒲鉾、金目の揚げ包みなどが受賞した。
- おでんカーの派遣 - 小田原おでんの移動販売車。各種イベントに派遣。